# Тенебризам
Тенебризам (Италијански: tenebroso, „тамно’’) је израз у сликарству којим се описују јаки контрастни односи светло-тамног (кјароскура) на слици, који се око 1600. године примењивао на дело Каравађа који је у то време стварао у Риму. Касније се јавља у сликарству 17. века широм Европе, захваљујући Каравађовцима, који су били следбеници његовог стила. 
Око 1590. развијао га је сликар Каравађо (1573—1610) из Рима из своје школе сликарства који је развио употребу јако тврде и контрестна сенке у слици у циљу издвајања фигура из своје околине и увођење снажног напона у њу употребљавајући носећу боју смеђу, сиву и маслинасте тонове који се нарочито у тамним партијама слике употребљене, док су у светлим партијама употребљавају природне боје. 